# 팔레스타인 중앙통계국
팔레스타인 중앙통계국(아랍어: الجهاز المركزي للإحصاء الفلسطيني, 영어: Palestinian Central Bureau of Statistics, PCBS)은 팔레스타인의 공식 통계 기관이다. 주요 업무는 국가 및 국제 수준에서 신뢰할 수 있는 통계 수치를 제공하는 것이다. 연구 기관 및 대학 외에도 정부, 비정부 및 민간 부문에 서비스를 제공한다. 독립적인 통계국으로 설립되었다. PCBS는 매년 팔레스타인 통계 연감 과 예루살렘 통계 연감을 발행한다.
본부는 라말라에 있다.